# Грехов, Александр Александрович
Александр Александрович Грехов (род. 10 октября 1977) — российский футболист, полузащитник.

## Карьера
Воспитанник московского «Торпедо». В 1995 году попал в заявку клуба, однако три года играл за дублирующий состав. 2 апреля 1997 года в матче против московского «Спартака» (0:3), выйдя на замену вместо Евгения Смертина, провёл единственную игру в Высшем дивизионе. В 1998 году перешёл в «Тюмень», однако сезон доигрывал в шведском клубе «Питео». В 1999 году пополнил ряды клуба «Спартак-Чукотка». В 2001—2002 годах защищал цвета «Уралмаша». Далее выступал за оренбургский «Газовик». Завершил карьеру в 2004 году в клубе «Носта».

## Достижения
- Победитель Второго дивизиона (2): 1999 (зона «Центр»), 2001 (зона «Урал»)
- Бронзовый призёр зоны «Урал-Поволжье» Второго дивизиона: 2004